# Cinzia Gangarella
Cinzia Gangarella (Ferrara, ...) è una regista e compositrice italiana.

## Biografia[1]
Dopo essersi diplomata al conservatorio nel 1985 in pianoforte, studia composizione, canto gregoriano, direzione del canto ed organo. Nel 1989 si trasferisce a Roma. Nel 1991 compone le musiche  del film Le rose blu di Emauela Piovano, e per la radio dello sceneggiato Martina e l'angelo custode, regia di Guido Compagnoni. Nel 1994 del documentario Sogni di un visionario e nel 1996 compone le musiche del cortometraggio Spina - Storia di una città tra greci ed etruschi e di The Singing Wells, entrambi documentari di Marilisa Calò. Nel 2002 collabora con Giuseppe Patroni Griffi per La Traviata a Paris e con Vittorio Sgarbi per Rigoletto.

## Il teatro
Nel 1997 comincia a lavorare per il teatro. In qualità di maestro concertatore ha allestito i musical Hollywood (di Gianni Togni e Guido Morra), Il Grande Campione (di Maurizio Fabrizio e Guido Morra). Nel 1999  ha composto Metamorfosi, cantata per soprano pianoforte e immagini con Viviana Hernandez e Elena Caronia. Inoltre è autrice delle musiche di La carta d'identità corto per la regia di Francesca Capua e Nicola Barnaba. Lavora con Patrick Rossi Gastaldi in Ma Barbara, e nel 2001 realizza le musiche di Da Piedigrotta a Mahagonny. Nel 2009 collabora con la cantante Ottavia Fusco nel cd Gli anni zero. Continua la collaborazione realizzando Gli anni zero tour09/10 e Immaginaples ( del quale è anche regista) con Enzo Decaro.